# Nikolinac
Nikolinac (izvirno srbsko Николинац) je naselje v Srbiji, ki upravno spada pod Občino Sokobanja; slednja pa je del Zaječarskega upravnega okraja.

## Demografija
V naselju živi 371 polnoletnih prebivalcev, pri čemer je njihova povprečna starost 50,2 let (48,2 pri moških in 52,4 pri ženskah). Naselje ima 119 gospodinjstev, pri čemer je povprečno število članov na gospodinjstvo 3,51.
To naselje je popolnoma srbsko (glede na rezultate popisa iz leta 2002), a v času zadnjih treh popisov je opazno zmanjšanje števila prebivalcev.
|  |

| Demografija | Demografija     | Demografija     |
| Leto        | Št. prebivalcev | Št. prebivalcev |
| ----------- | --------------- | --------------- |
|             |                 |                 |
|             |                 |                 |
|             |                 |                 |
|             |                 |                 |
| 1948        | 941             |                 |
| 1953        | 962             |                 |
| 1961        | 896             |                 |
| 1971        | 798             |                 |
| 1981        | 672             |                 |
| 1991        | 530             | 529             |
| 2002        | 423             | 418             |
|             |                 |                 |

| Etnična sestava po popisu iz leta 2002 | Etnična sestava po popisu iz leta 2002 | Etnična sestava po popisu iz leta 2002 | Etnična sestava po popisu iz leta 2002 | Etnična sestava po popisu iz leta 2002 |
| -------------------------------------- | -------------------------------------- | -------------------------------------- | -------------------------------------- | -------------------------------------- |
| Srbi                                   | Srbi                                   |                                        | 418                                    | 100,0%                                 |
| Neznano                                | Neznano                                |                                        | 0                                      | 0,0%                                   |